# Podławki
Podławki (niem. Podlacken) – osada w Polsce położona w województwie warmińsko-mazurskim, w powiecie kętrzyńskim, w gminie Barciany.
W latach 1975–1998 miejscowość administracyjnie należała do województwa olsztyńskiego.

## Historia
Wieś lokowana była w 1379 roku na obszarze 14 włók. Osadnicy otrzymali 10 lat wolnizny. We wsi było też pięć pruskich służb rycerskich.
W roku 1913 właścicielem majątku ziemskiego w Podławkach był Julius von Mirbach z Sorkwit. Majątek ten wraz z trzema folwarkami (w tym jeden w Gałwunach) miał powierzchnię 698 ha. 
Po II wojnie światowej w Podławkach powstał PGR. Przed likwidacją PGR Zakład Rolny w Podławkch wchodził w skład Kombinatu PGR Garbno.
W roku 1970 w Podławkach mieszkało 185 osób. W tym czasie funkcjonowała tu czteroklasowa szkoła podstawowa i dzieciniec (12 dzieci). W Podławkach była sala kinowa na 70 miejsc - docierało tu kino objazdowe z Kętrzyna.

## Bibliografia

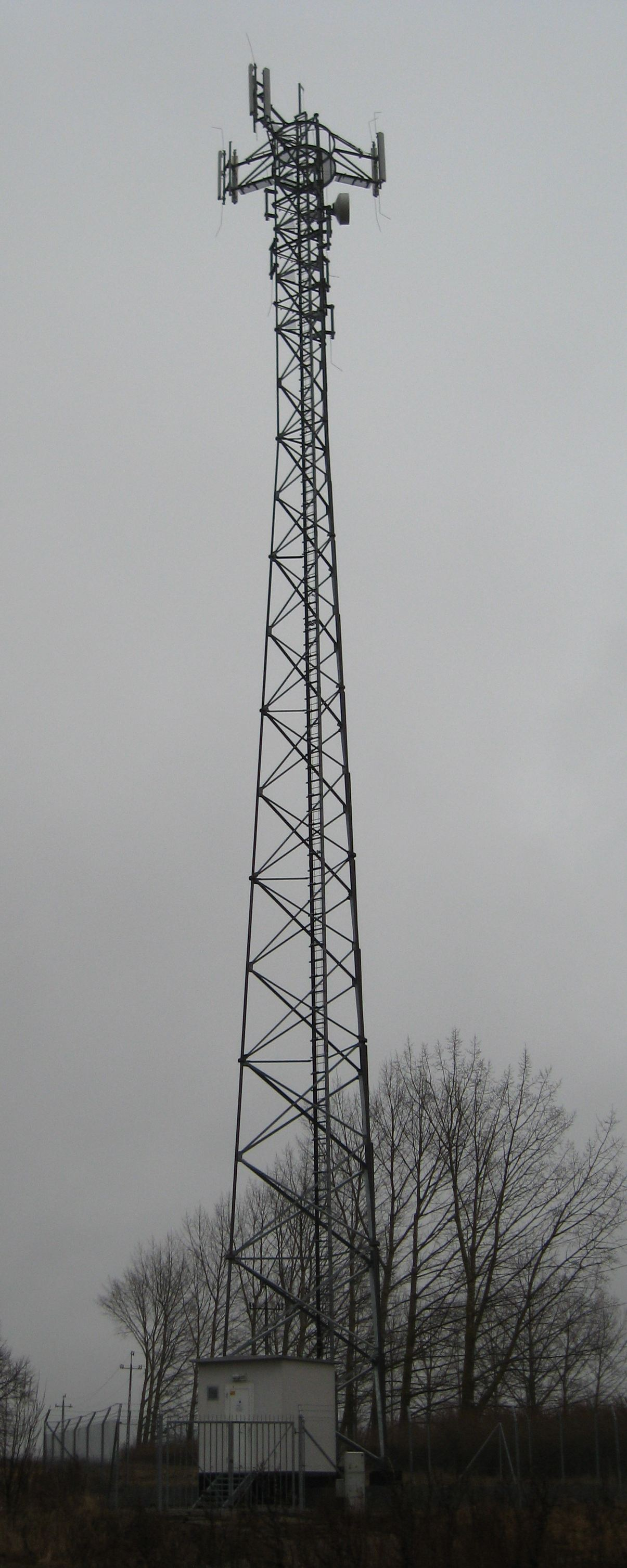
Nadajnik sieci telefonii komórkowej GSM (Stacja przekaźnikowa BTS) w Podławkach